# Trynfisk
Trynfisken (Capros aper) är en fisk i ordningen sanktpersfiskartade fiskar som lever vid Afrikas och Europas kuster och förekommer i skandinaviska vatten.

## Utseende
Trynfisken har en kropp som är starkt ihoptryckt från sidorna och en ryggfena som är uppdelad i två delar: En främre, högre med taggstrålar, och en bakre, mjukstrålig del. Färgen är varmt röd, ofta med mörkare streck. Nosen är spetsig och kan skjutas ut till ett kort rör, ett "tryne". Fisken är liten, med en maxlängd på 30 cm, oftast betydligt kortare (kring 13 cm).

## Utbredning
Trynfisken finns i östra Atlanten från norska kusten, Skagerrak, Shetlandsöarna, västra Skottland och längs östkusten söderöver via Medelhavet (utom de östligaste delarna) till Senegal. Har fångats i svenska vatten ett fåtal gånger.

## Vanor
Fisken lever i stim nära bottnen på mellan 40 och 600 meters djup (upp till 700 m i Joniska havet). Den lever på både hårdbotten, som klippor och korallrev, och sandbotten. Födan utgörs av kräftdjur, maskar och mollusker. Ynglen är pelagiska.